# Annona densicoma
Annona densicoma é uma espécie de magnólia. Foi descrita pela primeira vez por Carl Friedrich Philipp von Martius. Annona densicoma pertence ao gênero Annona, e à família Annonaceae.
Este tipo de planta pode ser encontrado em:
- Brasil
- Peru

Não há tipos listados como este.